# Christian August (V.) von Rumohr

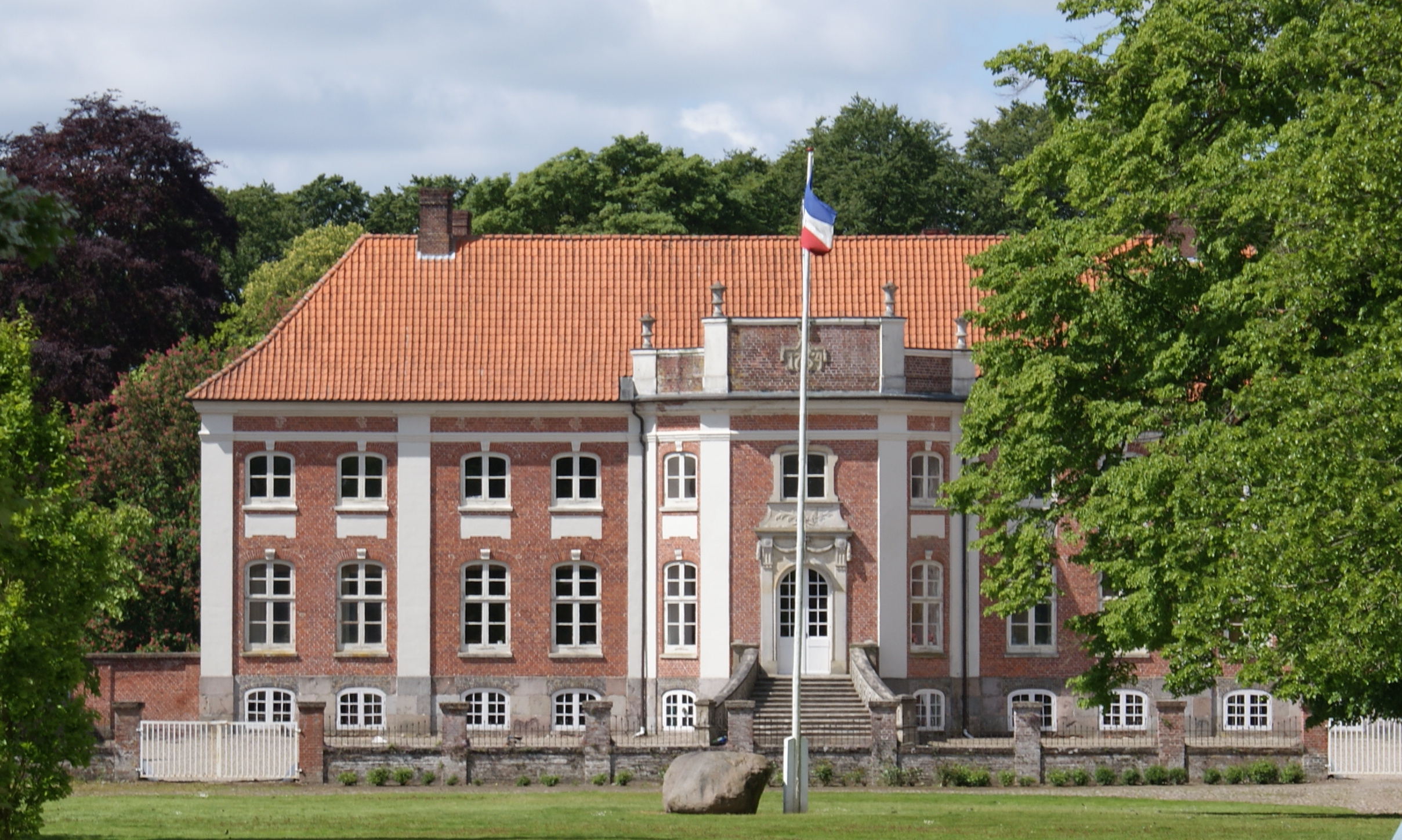
Gut Rundhof, Herrenhaus

Christian August von Rumohr (* 26. Mai 1809 auf Gut Rundhof; † 17. März 1846) war ein schleswig-holsteinischer Verwaltungsjurist, Gutsbesitzer und  Mitglied der Schleswigschen Ständeversammlung.

## Leben
Christian August (V.) von Rumohr (Nr. 203 der Geschlechtszählung) entstammte der Rundtofter Linie des holsteinischen Uradelsgeschlechts (Equites Originarii) von Rumohr. Er war das älteste von zwölf Kindern des gleichnamigen Landrats Christian August (IV.) von Rumohr (1784–1839) auf Rundtoft/Rundhof und dessen Ehefrau Sophie Adelaide, geb. von Hennings (1787–1876), der zweiten Tochter von August Adolph von Hennings. Friedrich Henning Adolf von Rumohr (1790–1833) und Cay Wilhelm Georg von Rumohr (1797–1879) waren seine Onkel, Wulf Henning Ernst Wilhelm von Rumohr (1814–1862) ein jüngerer Bruder. 
Er studierte Rechtswissenschaften an der Universität Kiel. Nach seinem Examen 1833 trat er in den Verwaltungsdienst der zum dänischen Gesamtstaat gehörenden Herzogtümer Schleswig und Holstein, zunächst als Auskultant beim Obergericht Gottorf. 1840 wurde er Wirklicher Landrat in den Herzogtümern Schleswig und Holstein, und adeliges Mitglied des Holsteinischen Landgerichts in Glückstadt. 
Nach dem Tod seines Vaters erbte er 1839 Rundhof. Von 1840 bis zu seinem Tod 1846 war er vom dänischen König Christian VIII. ernanntes ritterschaftliches Mitglied der Schleswigschen Ständeversammlung.

## Auszeichnung
- Dannebrogorden, Ritter (10. Juni 1841)[4]